# Seznam skladeb Johanna Strausse mladšího
Seznam skladeb Johanna Strausse mladšího

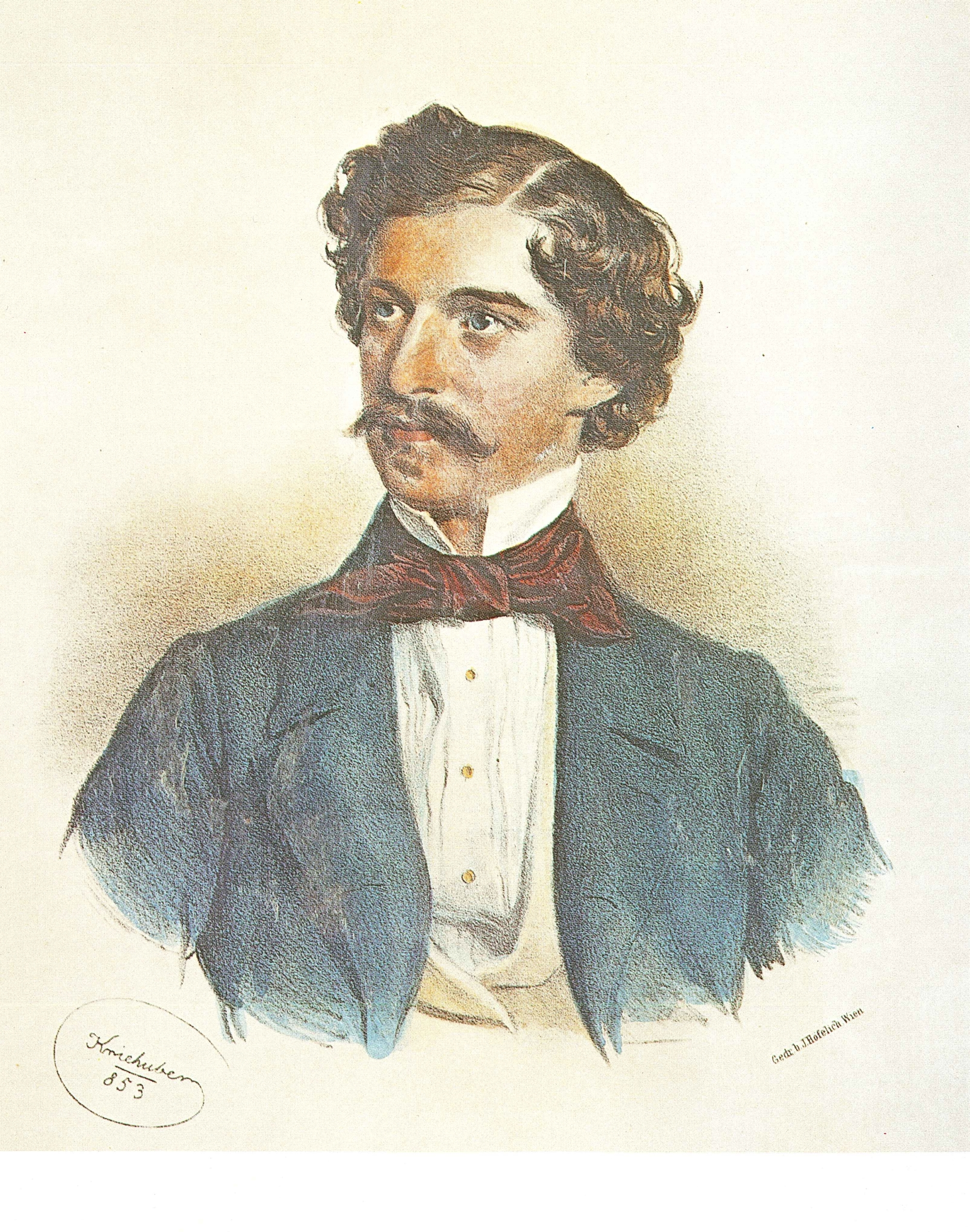

## Opera
- Ritter Pázmán (libreto L Doczi,Vídeň, 1892)

## Balety
- Aschenbrödel (1899)
- Cinderella (1899)

## Operety
- Blindekuh (libreto Rudolf Kneisel, 18. prosince 1878, Vídeň, Theater an der Wien)
- Cagliostro in Wien (libreto Friedrich Zell a Richard Genée, 27. února 1875, Vídeň, Theater an der Wien)
- Die Fledermaus (libreto Carl Haffner a Richard Genée, 5. dubna 1874, Vídeň, Theater an der Wien)
- Fürstin Ninetta (libreto Hugo Wittmann and Julius Bauer, 10. ledna 1893, Vídeň, Theater an der Wien)
- Die Göttin der Vernunft (libreto Alfred Maria Willner a Bernard Buchbinder, 13. března 1897, Vídeň, Theater an der Wien)
- Indigo und die vierzig Räuber (libreto Maximilian Steiner, 10. února 1871, Vídeň, Theater an der Wien)
- Jabuka (libreto Max Kalbeck a Gustav Davis, 12. října 1894, Vídeň, Theater an der Wien)
- Der Karneval in Rom (libreto Josef Braun a Carl Lindau, 1. března 1873, Vídeň, Theater an der Wien)
- Der lustige Krieg (libreto Friedrich Zell a Richard Genée, 25. listopadu 1881, Vídeň, Theater an der Wien)
- Die lustigen Weiber von Wien (libreto Josef Braun, nedokončeno, komponováno cca 1868)
- Eine Nacht in Venedig (libreto Friedrich Zell a Richard Genée, 3. října 1883, Berlín, Neues Friedrich Wilhelmstadisches Theater)
- Prinz Methusalem (libreto Karl Treumann, 3. ledna 1877, Vídeň, Carltheater)
- Romulus (nedokončeno, komponováno cca 1871)
- Der Schelm von Bergen (libreto J. Schnitzer, nedokončeno, komponováno cca 1886)
- Simplicius (libreto Victor Léon, 17. prosince 1887, Vídeň, Theater an der Wien)
- Das Spitzentuch der Königin (libreto Heinrich Bohrmann-Riegen a Richard Genée, 1. října 1880, Vídeň, Theater an der Wien)
- Waldmeister (libreto Gustav Davis, 4. prosince 1895, Vídeň, Theater an der Wien)
- Der Zigeunerbaron (libreto Ignaz Schnitzer, 24. října 1885, Vídeň, Theater an der Wien)

## Operety sestavené jinými autory z hudby Johanna Strausse (výběr)
- Le reine Indigo (1875)
- La tzigane (1877)
- Wiener Blut, sestavil Adolf Müller (1899)
- Gräfin Pepi, sestavil E. Reiterer (1902)
- Tausend und eine nacht, sestavil E. Reiterer (1906)
- Reiche Mädchen (1909)
- Der blaue Held (1912)
- Faschingshochzeit, sestavil J. Klein (1921)
- Casanova, sestavil Ralph Benatzky (1928)
- Walzer aus Wien, sestavili J Bittner a Erich Wolfgang Korngold (1930)

## Valčíky
- Sinngedichte, op. 1 (1844)
- Gunstwerber, op. 4, (1844)
- Serailtänze, op. 5 (1844)
- Die Jungen Wiener, op. 7 (1845)
- Faschingslieder, op. 11 (1846)
- Jugendträume, op. 12 (1846)
- Czechen-Walzer, op. 13 (1846)
- Sträußchen, op. 15 (1846)
- Berglieder, op. 18 (1845)
- Lind-Gesänge, op. 21 (1846)
- Die Österreicher, op. 22 (1845)
- Zeitgeister, op. 25 (1846)
- Die Sanguiniker, op. 27
- Die Zillerthaler, Walzer im Ländlerstil op. 30
- Irenen-Walzer, op. 32
- Die Jovialen, Walzer, op. 34
- Architekten-Ball-Tänze, op. 36
- Sängerfahrten, op. 41(1847)
- Wilde Rosen, op. 42
- Ernte-Tänze, op. 45
- Dorfgeschichtenop. 47
- Klange aus der Walachei, op. 50 (1850)
- Freiheitslieder, op. 52
- Burschenlieder, op. 55
- Einheits-Klänge, op. 62
- Fantasiebilder, op. 64
- D'Woaldbuama, Die Waldbuben, Walzer im Ländlerstil, op. 66
- Aeols-Töne, op. 68
- Die Gemütlichen, op. 70
- Frohsinns-Spenden, op. 73 (1850)
- Lava-Ströme, op. 74 (1850)
- Maxing-Tänze, op. 79
- Luisen-Sympathie-Klänge, op. 81
- Johannis-Käferln, op. 82
- Heimaths-Kinder, op. 85
- Aurora-Ball-Tänze, op. 87
- Hirten-Spiele, op. 89 (1850/1851)
- Orakel-Sprüche, op. 90
- Rhadamantus-Klänge, op. 94 (1851)
- Idyllen, op. 95 (1851)
- Fraunkäferin, op. 99
- Mephistos Höllenrufe, op. 101 (1851)
- Liebeslieder, op. 114 (1852)
- Phönix-Schwingen, op. 125 (1853)
- Solon-Sprüche, op. 128 (1853)
- Schneeglöckchen, op. 143 (1854)
- Novellen, op. 146 (1854)
- Ballg'schichten, op. 150 (1854)
- Myrthen-Kränze, op. 154 (1855)
- Nachtfalter, op. 157 (1855)
- Glossen, op. 163 (1855)
- Man lebt nur einmal!, op. 167 (1855)
- Gedanken auf den Alpen, op. 172 (1856)
- Juristen-Ball-Tänze, op. 177 (1856)
- Abschieds-Rufe, op. 179 (1856)
- Grossfürsten Alexandra-Walzer, op. 181 (1856)
- Krönungslieder, op. 184 (1857)
- Paroxysmen, op. 189 (1857)
- Controversen, op. 191 (1857)
- Wien, mein Sinn!, op. 192 (1857)
- Phänomene, op. 193 (1857)
- Telegraphische Depeschen, op. 195 (1858)
- Souvenir de Nizza, op. 200 (1858)
- Vibrationen, op. 204 (1858)
- Abschied von St. Petersburg, op. 210 (1858)
- Gedankenflug, op. 215 (1859)
- Hell und voll, op. 216 (1859)
- Irrlichter, op. 218 (1859)
- Promotionen, op. 221 (1859)
- Accelerationen, op. 234 (1860)
- Immer heiterer, op. 235 (1860)
- Thermen Walzer, op. 245 (1861)
- Grillenbanner, op. 247 (1861)
- Klangfiguren, op. 251 (1861)
- Dividenden, op. 252
- Colonnen, op. 262 (1862)
- Patronessen, op. 264 (1862)
- Karnevalsbotschafter, op. 270 (1862)
- Leitartikel, op. 273 (1863)
- Morgenblätter, op. 279 (1863)
- Studentenlust, op. 285 (1864)
- Aus den Bergen, op. 292 (1864)
- Feuilleton, op. 293, (1865)
- Bürgersinn, op. 295 (1865)
- Flugschriften, op. 300 (1865)
- Wiener Bonbons, op. 307 (1866)
- Feenmärchen, op. 312 (1866)
- An der schönen blauen Donau, op. 314 (1866)
- Künstlerleben, op. 316 (1867)
- Telegramme, op. 318 (1867)
- Die Publicisten, op. 321' (1868)
- G'schichten aus dem Wienerwald, op. 325 (1868)
- Illustrationen, op. 331 (1869)
- Wein, Weib und Gesang, op. 333 (1869)
- Königslieder, op. 334(1869)
- Freuet Euch des Lebens, op. 340' (1870)
- Neu Wien, op. 342 (1870)
- Tausend und eine Nacht, op. 346 (1871)
- Wiener Blut, op. 354 (1873)
- Carnevalsbilder, op. 357 (1873)
- Bei uns Z'haus, op. 361 (1873)
- Wo die Zitronen blühen, op. 364 (1874)
- Du und du from Die Fledermaus, op. 367 (1874)
- Cagliostro-Walzer, op. 370 (1875)
- O schöner Mai!, op. 375 (1877)
- Kennst du mich?, op. 381 (1878)
- Rosen aus dem Süden, op. 388 (1880)
- Nordseebilder, op. 390 (1880)
- Myrthenblüten, op. 395 (1881)
- Kuss-Walzer, op. 400 (1881)
- Frühlingsstimmen, op. 410 (1882)
- Lagunen-Walzer, op. 411 (1883)
- Schatz-Walzer, op. 418 (1885)
- Wiener Frauen, op. 423 (1886)
- Donauweibchen, op. 427 (1887)
- Kaiser-Jubiläum-Jubelwalzer, op. 434 (1888)
- Kaiser-Walzer, op. 437 (1888)
- Rathausball-Tänze, op. 438 (1890)
- Gross-Wien, op. 440 (1891)
- Seid umschlungen, Millionen!, op. 443 (1892)
- Märchen aus dem Orient, op. 444 (1892)
- Hochzeitsreigen, op. 453 (1893)
- Ich bin dir gut (Jakuba Waltz), op. 455 (1894)
- Gartenlaube Waltz, op. 461 (1894)
- Klug Gretelein, op. 462 (1895)
- Trau, schau, wem!, op. 463 (1895)
- Heut' ist Heut', op. 471 (1897)
- An der Elbe, op. 477 (1898)
- Klänge aus der Raimundzeit, op. 479 (1898)
- Farewell to America (bez opusového čísla)

## Polky
- Herzenslust, op. 3 (1844)
- Amazonen-Polka, op. 9
- Bachus-Polka, op. 38 (1847)
- Explosions-Polka, op. 43
- Warschauer Polka, op. 84
- Harmonie Polka, op. 106
- Elektro-magnetische, op. 110 (1852)
- Blumenfest, op. 111 (1852)
- Annen, op. 117 (1852)
- Veilchen, op. 132
- Neuhauser-Polka, op. 137 (1853)
- Aurora, op. 165
- L'Enfantillage, Polka française, op. 202 (1858)
- Hellenen-Polka, op. 203
- Champagne-Polka, op. 211
- Tritsch-Tratsch-Polka, op. 214 (1858)
- Gruß an Wien, op. 225 (1859)
- Jäger-Polka, Polka-française, op. 229 (1859)
- Drollerie-Polka, op. 231 (1860)
- Maskenzug, op. 240
- Perpetuum Mobile, op. 257 (1861)
- Furioso-Polka (quasi galopp), Op 260, (1861)
- Studenten-Polka (française), op. 263 (1862)
- Demolirer Polka-française, op. 269 (1862)
- Bluette Polka-française, op. 271
- Vergnügungszug, op. 281 (1864)
- Gut bürgerlich, Polka-française, op. 282 (1864)
- 'S gibt nur a Kaiserstadt, 's gibt nur a Wien!, op. 291
- Elektrophor Polka-schnell, op. 297 (1865)
- Kreuzfidel, op. 301
- Express Polka-schnell, op. 311
- Lob der Frauen Polka-mazurka, op. 315
- Postillon D'Amour Polka-française, op. 317 (1867)
- Leichtes Blut Galop, op. 319 (1867)
- Figaro-Polka, op. 320 (1867)
- Stadt und Land Polka-mazurka, op. 322
- Ein Herz, ein Sinn! Polka-mazurka, op. 323
- Unter Donner und Blitz, op. 324 (1868)
- Freikugeln, op. 326 (1868)
- Fata Morgana Polka-mazurka, op. 330
- Éljen a Magyar! polka schnell, op. 332
- Im Krapfenwald'l Polka-française, op. 336 (1869)
- Von Der Börse Polka-française, op. 337 (1869)
- Louischen Polka-française, op. 339 (1869)
- Im Sturmschritt, op. 348
- Die Bajadere (polka)|Die Bajadere, op. 351
- Vom Donaustrande, op. 356
- Gruß aus Österreich Polka-mazurka, op. 359
- Glücklich ist,wer vergisst! Polka-mazurka, op. 368 (1874)
- Bitte schön! Polka-française, op. 372 (1875)
- Auf der Jagd, op. 373 (1875)
- Licht und Schatten, op. 374 (1875)
- Banditen-Galopp, op. 378 (1877)
- Kriegers Liebchen, Polka-mazurka, op. 379 (1877)
- Pariser Polka-française, op. 382, (1878)
- Waldine, op. 385 (1879)
- Pizzicato Polka (1869 bez opusového čísla ve spolupráci s bratrem Josefem Straussem)
- Annina, Polka-Mazurka, op. 415 (1883)
- Durch's Telephon, op. 439 (1890)
- Neue Pizzicato Polka, op. 449
- Klipp-Klapp Galopp, op. 466

## Pochody
- Patrioten, op. 8 (1845)
- Austria, op. 20 (1846)
- Fest, op. 49 (1847)
- Revolutions-Marsch, op. 54 (1848)
- Studenten-Marsch, op. 56 (1848)
- Brünner Nationalgarde, op. 58 (1848)
- Kaiser Franz Josef-Jubiläums-Marsch, no op. (1848)
- Kaiser Franz Josef, op. 67 (1849)
- Triumph, op. 69 (1850)
- Wiener Garnison, op. 77 (1850)
- Ottinger Reiter, op. 83 (1850)
- Kaiser-Jäger, op. 93 (1851)
- Viribus unitis, op. 96 (1851)
- Grossfürsten, op. 107 (1852)
- Sachsen-Kürassier, op. 113 (1852)
- Wiener Jubel-Gruss, op. 115 (1852)
- Kaiser-Franz-Josef-Rettungs-Jubel, op. 126 (1853)
- Caroussel, op. 133 (1853)
- Kron, op. 139 (1853)
- Erzherzog Wilhelm Genesungs, op. 149 (1854)
- Napoleon, op. 156 (1854)
- Alliance, op. 158 (1854)
- Krönungs, op. 183 (1856)
- Fürst Bariatinsky, op. 212 (1858)
- Deutscher Kriegermarsch, op. 284 (1864)
- Verbrüderungs, op. 287, (1864)
- Persischer Marsch, op. 289 (1864)
- Kaiser-Alexander-Huldings-Marsch, op. 290 (1864)
- Ägyptischer Marsch, op. 335 (1869)
- Indigo-Marsch, op. 349 (1871)
- Russische Marsch-Fantasie, op. 353 (1872)
- Hoch Osterreich!, op. 371
- Jubelfest, op. 396 (1881)
- Der lustige Krieg, op. 397 (1882)
- Matador, op. 406 (1883)
- Habsburg Hoch!, op. 408 (1882)
- Aufzugsmarsch (1883)
- Einzugsmarsch aus Der Zigeunerbaron (1885)
- Russischer Marsch, op. 426 (1886)
- Reiter, op. 428 (1888)
- Spanischer Marsch, op. 433 (1888)
- Fest, op. 452 (1893)
- Živio!, op. 456 (1894)
- Es war so wunderschön, op. 467 (1896)
- Deutschmeister Jubiläums, op. 470 (1896)
- Auf's Korn!, op. 478 (1898)

## Čtverylky
- Debut-Quadrille, op. 2 (1844)
- Cytheren-Quadrille, op. 6 (1844; 1845)
- Serben-Quadrille, op. 14 (1846)
- Odeon-Quadrille, op. 29 (1846)
- Wilhelminen-Quadrille, op. 37 (1847)
- Sans-Souci-Quadrille, op. 63 (1849)
- Künstler-Quadrille (Artist Quadrille), op. 71 (1850)
- Sofien-Quadrille, op. 75 (1850)
- Le beau Monde, op. 199 (1857)
- Künstler-Quadrille, op. 201 (1858)
- Dinorah-Quadrille, op. 224
- Slovanka-Quadrille, op. 338
- Indigo-Quadrille, op. 344 (1871)
- Fledermaus-Quadrille, op. 363 (1874)
- Cagliostro-Quadrille, op. 369 (1875)

## Příležitostné skladby
- Pesther Czárdás, op. 23 (1846)
- Romanze Nr. 1, op. 243 (1860)
- Romanze Nr. 2, op. 355 (1860)
- Perpetuum Mobile, op. 257 (1861)
- Im russischen Dorfe, op. 355 (1872)